# 543 Charlotte
543 Charlotte este un asteroid din centura principală, descoperit pe 11 septembrie 1904, de Paul Götz.